# Lijst van olympische records zwemmen

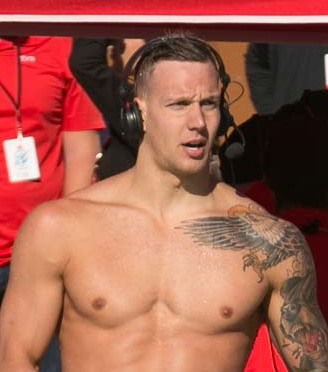
Caeleb Dressel is houder van vier Olympische records, waarvan drie op individuele afstanden

Deze pagina bevat de lijst van de olympische records in het zwemmen.
In totaal zijn er 32 olympische onderdelen waarin records worden bijgehouden; 16 bij de mannen en 16 bij de vrouwen. Achttien records zijn in handen van de Verenigde Staten, China en Australië volgen met drie records voor elk. De records dateren van de spelen in 2008, 2012 en 2016.

## Mannen
| afstand              | zwemmer                                                    | nationaliteit | tijd     | datum            | spelen                |
| -------------------- | ---------------------------------------------------------- | ------------- | -------- | ---------------- | --------------------- |
| Vrije slag           |                                                            |               |          |                  |                       |
| 50 meter             | Caeleb Dressel                                             | USA           | 21,07    | 1 augustus 2021  | 2020 - Tokio          |
| 100 meter            | Caeleb Dressel                                             | USA           | 47,02    | 29 juli 2021     | 2020 - Tokio          |
| 200 meter            | Michael Phelps                                             | USA           | 1.42,96  | 12 augustus 2008 | 2008 - Peking         |
| 400 meter            | Sun Yang                                                   | CHN           | 3.40,14  | 28 juli 2012     | 2012 - Londen         |
| 800 meter            | Mychailo Romantsjoek                                       | UKR           | 7.41,28  | 27 juli 2021     | 2020 - Tokio          |
| 1500 meter           | Sun Yang                                                   | CHN           | 14.31,02 | 4 augustus 2012  | 2012 - Londen         |
| Rugslag              |                                                            |               |          |                  |                       |
| 100 meter            | Ryan Murphy                                                | USA           | 51,85    | 13 augustus 2016 | 2016 - Rio de Janeiro |
| 200 meter            | Jevgeni Rylov                                              | ROC           | 1.53,27  | 30 juli 2021     | 2020 - Tokio          |
| Schoolslag           |                                                            |               |          |                  |                       |
| 100 meter            | Adam Peaty                                                 | GBR           | 57,13    | 7 augustus 2016  | 2016 - Rio de Janeiro |
| 200 meter            | Zac Stubblety-Cook                                         | AUS           | 2.06,38  | 29 juli 2021     | 2020 - Tokio          |
| Vlinderslag          |                                                            |               |          |                  |                       |
| 100 meter            | Caeleb Dressel                                             | USA           | 49,45    | 31 juli 2021     | 2020 - Tokio          |
| 200 meter            | Kristóf Milák                                              | HUN           | 1.51,25  | 28 juli 2021     | 2020 - Tokio          |
| Wisselslag           |                                                            |               |          |                  |                       |
| 200 meter            | Michael Phelps                                             | USA           | 1.54,23  | 15 augustus 2008 | 2008 - Peking         |
| 400 meter            | Michael Phelps                                             | USA           | 4.03,84  | 10 augustus 2008 | 2008 - Peking         |
| Vrije slag estafette |                                                            |               |          |                  |                       |
| 4x100 meter          | Michael Phelps Garrett Weber-Gale Cullen Jones Jason Lezak | USA           | 3.08,24  | 11 augustus 2008 | 2008 - Peking         |
| 4x200 meter          | Michael Phelps Ryan Lochte Ricky Berens Peter Vanderkaay   | USA           | 6.58,56  | 13 augustus 2008 | 2008 - Peking         |
| Wisselslag estafette |                                                            |               |          |                  |                       |
| 4x100 meter          | Ryan Murphy Michael Andrew Caeleb Dressel Zach Apple       | USA           | 3.26,78  | 1 augustus 2021  | 2020 - Tokio          |

## Vrouwen
| afstand              | zwemmer                                                 | nationaliteit | tijd     | datum            | spelen                |
| -------------------- | ------------------------------------------------------- | ------------- | -------- | ---------------- | --------------------- |
| Vrije slag           |                                                         |               |          |                  |                       |
| 50 meter             | Emma McKeon                                             | AUS           | 23,81    | 1 augustus 2021  | 2020 - Tokio          |
| 100 meter            | Emma McKeon                                             | AUS           | 51,96    | 30 juli 2021     | 2020 - Tokio          |
| 200 meter            | Ariarne Titmus                                          | AUS           | 1.53,50  | 28 juli 2021     | 2020 - Tokio          |
| 400 meter            | Katie Ledecky                                           | USA           | 3.56,46  | 7 augustus 2016  | 2016 - Rio de Janeiro |
| 800 meter            | Katie Ledecky                                           | USA           | 8.04,79  | 12 augustus 2016 | 2016 - Rio de Janeiro |
| 1500 meter           | Katie Ledecky                                           | USA           | 15.35,35 | 26 juli 2021     | 2020 - Tokio          |
| Rugslag              |                                                         |               |          |                  |                       |
| 100 meter            | Kaylee McKeown                                          | AUS           | 57,47    | 27 juli 2021     | 2020 - Tokio          |
| 200 meter            | Missy Franklin                                          | USA           | 2.04,06  | 3 augustus 2012  | 2012 - Londen         |
| Schoolslag           |                                                         |               |          |                  |                       |
| 100 meter            | Tatjana Schoenmaker                                     | RSA           | 1.04,82  | 25 juli 2021     | 2020 - Tokio          |
| 200 meter            | Tatjana Schoenmaker                                     | RSA           | 2.18,95  | 30 juli 2021     | 2020 - Tokio          |
| Vlinderslag          |                                                         |               |          |                  |                       |
| 100 meter            | Sarah Sjöström                                          | SWE           | 55,48    | 7 augustus 2016  | 2016 - Rio de Janeiro |
| 200 meter            | Zhang Yufei                                             | CHN           | 2.03,86  | 29 juli 2021     | 2020 - Tokio          |
| Wisselslag           |                                                         |               |          |                  |                       |
| 200 meter            | Katinka Hosszú                                          | HUN           | 2.06,58  | 9 augustus 2016  | 2016 - Rio de Janeiro |
| 400 meter            | Katinka Hosszú                                          | HUN           | 4.26,36  | 6 augustus 2016  | 2016 - Rio de Janeiro |
| Vrije slag estafette |                                                         |               |          |                  |                       |
| 4x100 meter          | Bronte Campbell Meg Harris Emma McKeon Cate Campbell    | AUS           | 3.29,69  | 2 juli 2021      | 2020 - Tokio          |
| 4x200 meter          | Yang Junxuan Tang Muhan Zhang Yufei Li Bingjie          | CHN           | 7.40,33  | 29 juli 2021     | 2020 - Tokio          |
| Wisselslag estafette |                                                         |               |          |                  |                       |
| 4x100 meter          | Kaylee McKeown Chelsea Hodges Emma McKeon Cate Campbell | AUS           | 3.51,60  | 1 augustus 2021  | 2020 - Tokio          |

## Gemengd
| afstand              | zwemmer                                          | nationaliteit | tijd    | datum        | spelen       |
| -------------------- | ------------------------------------------------ | ------------- | ------- | ------------ | ------------ |
| Wisselslag estafette |                                                  |               |         |              |              |
| 4x100 meter          | Kathleen Dawson Adam Peaty James Guy Anna Hopkin | GBR           | 3.39,58 | 31 juli 2021 | 2020 - Tokio |

Nationale records: Amerikaanse records · Australische records · Belgische records · Nederlandse records 
 Internationale records: Olympische records · Wereldrecords · Europese records